# Академія пана Ляпки (фільм)
«Академія пана Ляпки» (пол. «Akademia Pana Kleksa») — радянсько-польський художній фільм польського кінорежисера Кшиштофа Градовського. Фільм знятий за мотивами однойменної повісті Яна Бжехви.

## Сюжет
Перша частина — «Пригоди принца Матеуша». Хлопчик Адам вважає себе невдахою та мріє, щоб з ним трапилась якась незвичайна пригода. Якось він чує балакучого шпака Матеуша, що запрошує його в Академію пана Ляпки, і дивну пісню. Шукаючи співаків, Адам знаходить двері в Академію, де бачить екстравагантного пана Ляпку в оточенні дітей. Виявляється, в Академії вчаться діти, чиї імена починаються на А. Вони вчаться гумору, життєрадісності й такому іншому, подорожуючи в різні казки. Сам пан Ляпка експериментує з фарбами, щоб створювати незвичайні речі, такі як страви з кольорів.
Адам знайомиться з іншими учнями, які спершу сміються з нього через прізвище — Нескладушка. Пан Ляпка посилає його до цирульника Філіпа за ластовинками. Той спершу ставиться з підозрою, але добрішає, коли дізнається, що той прийшов від Ляпки. Адам зауважує, що Філіп захоплюється створенням роботів і це тривожить його. Ляпка, втім, не звертає на це уваги. Коли діти засинають, Ляпка бачить їхні сни і записує найцікавіші.
Ляпка доручає взяти сірників у казці про дівчинку з сірниками. Там Адам зустрічає казкаря  Ганса Крістіана Андерсена, що і вручає йому сірники. Відбувається урок кляксографії, де Ляпка оживлює клякси, і відвідання лікарні для хворих речей. Після уроків і розваг Адам бачить Філіпа поблизу Академії. Слідкуючи за ним, хлопчик знаходить сховок Матеуша.
Шпак розповідає свою таємницю — що він насправді зачаклований принц. Оточений при королівському дворі надмірною опікою, він якось утік і на нього напав вовк, якого принц застрелив. Рани від вовчих зубів ніхто не міг вилікувати і король пообіцяв за зцілення половину казни. Лікар зі Сходу Пай-Чі-Во зумів вилікувати принца, а взамін попросив лише роздати гроші біднякам. Він розповів принцу, що той вчинив зле, вбивши вовка-перевертня. Аби захистити Матеуша від помсти вовків, лікар дав йому чарівну шапку — досить було відірвати з неї ґудзик, і перетворитися на птаха, а другий ґудзик повертав людську подобу. Під час святкування видужання принца вовки оточили столицю, нищачи все на шляху. Начальник варти зрадив короля та впусти вовків до палацу. Принц врятувався, відірвавши ґудзик, але другий загубив і назавжди лишився птахом. Шпака спіймав птахолов і його купив пан Ляпка. Адам обіцяє знайти загублений ґудзик і дивується чому Ляпка не зробив цього сам.
Дивлячись на запуск повітряної кулі, Адам виявляє в себе здатність літати. Тим часом Філіп потай завершує створення робота.
Друга частина — «Таємниця цирульника Філіпа». Літаючи по казках, Адам знаходить собачий Рай, де живе його загублений пес Рекс. Ляпка шле Матеуша за Адамом і той повертається. За повагу до тварин він нагороджує Адама золотою ластовинкою. Він розповідає, що знає про бажання хлопчика допомогти принцу, але тільки сам Адам здатний з цим справитись, адже ця казка про нього.
Філіп закінчує свій проект — хлопчика-робота. Він хоче в майбутньому замінити всіх дітей на роботів, які будуть завжди слухняними і з їх допомогою Філіп правитиме всіма казками.
На уроці пошуків скарбів Адам виявляє дупло, де живе фея, і просить в неї ґудзик. Та фея каже, що той сам знайде його. Учні із захватом дивляться сон Адама, який Ляпка визнав найцікавішим. Ввечері Філіп приводить нового учня — хлопчика Адольфа. Той здається учням дивним, Ляпка підтверджує підозри, що це робот. Але він вирішує залишити Адольфа та навчити його відчувати.
Адольф поводиться егоїстично та невдячно. В цей час приїжджають гості з різних казок. Ляпка показує їм фільм про інопланетян, знайдених його повітряною кулею. Адольф вривається на показ і ображає всіх гостей. Ті покидають Академію, з того часу Ляпка стає сумним, а життя дітей безрадісним.
Пан Ляпка просить дітей вирушати додому, а перед цим роздає подарунки. Адольф пробирається в кабінет пана Ляпки, де нищить всі його папери. Ляпка вимикає робота, тоді до Академії приходить Філіп і завершує справу з допомогою бластера. Академія згорає, але на її місці Адам знаходить ґудзик. Матеуш бере його та перетворюється на казкаря. Він пояснює, що і був автором усіх казок, в тому числі — казки про пана Ляпку. Можливо, він і був весь цей час тим самим паном і історія продовжиться в інших казках.

## Актори
- Пйотр Фрончевський[pl] — Пан Ляпка
- Славек Вронка[pl] — Адам Нескладушка
- Леон Нємчик — Цирульник Філіп
- Броніслав Павлик[pl] — Король Броніслав
- Веслав Міхніковський[pl] — Лікар Пай-чі-Во
- Адам Пробош[pl] — Принц Матеуш
- Лембіт Ульфсак — Ганс Крістіан Андерсен
- Роберт Плучинський — Адольф, лялька
- Ірена Карел[pl] — Королева ляльок
- Здзіслава Сосницька — Сумна княжна
- Лех Ордон[pl] — Лікар Доліттл
- Збігнев Бучковський[pl] — Алоїз Бабель
- Ганна Белушко[pl] — Сажотрус
- Ромек Орловський
- Марія Куос-Моравська — Служниця
- Януш Ревінський[pl] — Боцман Банк
- Іоланта Жулковська[pl] — Зимова королева